# Lorelay Fox
Danilo Dabague (Sorocaba, 22 de janeiro de 1987), conhecido pelo seu nome artístico Lorelay Fox, é um publicitário, apresentador, YouTuber, influenciador digital e drag queen brasileiro.
Pioneira em conteúdos da cultura drag queen, seu trabalho na internet lhe rendeu grande popularidade, sendo reconhecido por sua personalidade carismática e pelo engajamento com temas de representatividade, humor e cultura pop.
Lorelay Fox é jurada fixa no reality show Corrida das Blogueiras e integrou o elenco da paródia Blogueirinha, a Feia.

## Carreira

### Infância e Formação
Na infância, Danilo residia no bairro Júlio de Mesquita, em Sorocaba, e aos três anos, já demonstrava criatividade ao brincar de criar e montar looks.
Destacava-se como o aluno mais estudioso de sua turma, frequentando uma escola pública em sua cidade. Foi o único estudante de sua instituição a ser aprovado no vestibulinho para o Colégio Politécnico de Sorocaba. Foi nesse ambiente que decidiu assumir sua orientação sexual para os amigos.
Desde jovem mostrou talento para artes. Aos 10 anos, sua avó proporcionou-lhe a oportunidade de frequentar um curso de desenho. Essa experiência foi fundamental para moldar sua trajetória profissional: "Eu uso desenho em tudo até hoje", relata.
| “                                                                                   | Toda bicha cresce desenhando guerreiras mágicas como Sailor Moon. E quando você é drag, você tem a chance de se tornar uma delas na vida real. | ” |
| — Lorelay Fox em entrevista Escola Britânica de Artes Criativas & Tecnologia (2023) | |   |

Danilo ingressou na faculdade por meio do Programa Universidade para Todos (Prouni) após obter uma excelente nota no Exame Nacional do Ensino Médio (ENEM), especialmente na redação. Optou por cursar Publicidade, em parte devido ao seu interesse por edição de imagens. Durante a graduação, realizou estágio em uma agência de assessoria de comunicação interna para indústrias locais. Posteriormente, trabalhou em outra empresa onde atuou com desenvolvimento web (HTML, programação, flash), o que contribuiu para seu crescimento profissional.

### Lorelay Fox
Antes mesmo de entrar para o ensino superior, os 17 anos, Danilo passou a frequentar o meio drag de Sococaba. Aos 18 foi convidado por um amigo a "se montar" para participar de um concurso de drags na boate local Madonna Mix. Após uma participação em dupla no evento, ele recebeu um convite do proprietário do estabelecimento para iniciar um trabalho na casa.
Na época a cidade oferecia muitas oportunidades para a comunidade LGBT, com baladas voltadas para drags e shows frequentes de artistas de todo o Brasil. A cidade era um ambiente acolhedor para pessoas gays e drags, e as apresentações eram populares, atraindo um público fiel.
Lorelay começou a fazer shows e, paralelamente, trabalhou como hostess. Ele ficava responsável por recepcionar as pessoas na porta das baladas por longos períodos. Posteriormente, passou a atuar como anfitrião em festas esporádicas e continuou nesse ramo por cerca de dez anos.
Durante o início de sua trajetória, o amigo de Lorelay Fox, que também se montava, era responsável por fazer as maquiagens não apenas dele, mas também de outras drags do local onde trabalhava. Lorelay destaca a forte união presente na comunidade LGBT, onde as drags se ajudavam mutuamente. Muitas vezes, as drags se reuniam na casa dele para ensinar técnicas de maquiagem, criando um ambiente colaborativo e de aprendizado mútuo.
Embora tenha aprendido o básico sobre maquiagem com as drags, Lorelay sempre teve facilidade devido ao seu talento para o desenho, uma habilidade que desenvolveu desde a infância. No entanto, ele considera que só realmente aprendeu a se maquiar após a criação de seu canal no YouTube. Antes disso, sua técnica era bastante antiga, refletindo a falta de tutoriais disponíveis e o contexto de uma época sem internet acessível para buscar esse tipo de conhecimento. A chegada da internet e a criação do canal permitiram uma evolução significativa em suas habilidades de maquiagem.
Sua mãe e sua avó materna foram responsáveis pela confecção de suas roupas durante grande parte de sua trajetória como drag. A escolha do nome "Lorelay Fox" foi inspirada na personagem Lorelai, da série Gilmore Girls, e na cantora brasileira Lovefoxxx, da banda Cansei de Ser Sexy.
Pouco depois foi convidado para trabalhar como vendedor em uma loja de maquiagem na cidade de Itu. Depois de aproximadamente um ano trabalhando na cidade vizinha, foi contratado por uma pequena agência de publicidade, onde atuou presencialmente por cerca de um ano, e nos sete anos seguintes, trabalhou em regime de home office.

## YouTube
Em maio de 2015, Danilo, que já havia se mudado para São Paulo, decidiu criar seu próprio canal, então nomeado “Para Tudo”, motivado pela escassez de conteúdo drag no YouTube e por sua admiração por diversos criadores da plataforma. O projeto surgiu em um período em que Sorocaba enfrentava uma redução de oportunidades de trabalho para artistas drag, o que impactou diretamente sua carreira. Diante desse cenário, ele viu no YouTube uma alternativa para continuar se apresentando e se mantendo ativo na arte da montação.
| “                                               | Antes da internet a gente não se enxergava em lugar nenhum, a gente não se identificava com ninguém. | ” |
| — Lorelay Fox - Colaboração para Ecoa SP (2021) | |   |

Lorelay Fox se destacou como pioneira na plataforma: foi a primeira drag queen do mundo a viralizar na internet e a primeira do Brasil a se consolidar como uma influenciadora de sucesso. Em seu canal, Lorelay fala de temas relacionados a maquiagem e internet, mas também aborda questões pertinentes ao universo LGBTQIA+.
Durante os primeiros três anos, continuou a trabalhar com publicidade enquanto gerenciava seu canal no YouTube, que viralizou já no segundo vídeo. No entanto, foi demitido após sua chefe afirmar que seu trabalho como publicitário estava impedindo-o de seguir o caminho que havia escolhido.
Em 2016 foi reconhecido como um dos maiores influenciadores digitais do ano. Criado no ano anterior, o canal havia alcançado mais de 220 mil inscritos e se destacava pelo conteúdo divertido e educativo abordado por Lorelay, que falava sobre diversos temas do mundo gay, como preconceito, sociedade, política, relacionamentos e questões contemporâneas, além de compartilhar dicas de maquiagem drag queen.
O sucesso no YouTube resultou em uma experiência internacional. Em setembro do mesmo ano, o próprio YouTube levou Danilo Dabague a Londres para participar do evento global de influenciadores digitais Summit For Social Change, reunindo youtubers de várias partes do mundo. 
Em 2019, Lorelay Fox decidiu mudar o nome de seu canal no YouTube de "Para Tudo" para "Lorelay Fox", marcando uma nova fase em sua carreira digital. Apesar dessa mudança, seu bordão "É nessa que eu vou!" continuou sendo uma de suas principais assinaturas pessoais no canal, permanecendo até os dias de hoje como um símbolo de sua personalidade e estilo de se comunicar com sua audiência. Em junho de 2023, Lorelay Fox alcançou a marca de 1 milhão de inscritos em seu canal no YouTube.

#### Mudança de Conteúdo
No início de sua carreira na internet, a produção de conteúdo sobre temas LGBT era mais acessível, o que contribuiu para a rápida viralização de seu canal, já que havia poucos criadores abordando essas questões, especialmente no formato drag. Inicialmente, Lorelay Fox produzia vídeos voltados para pautas sociais e para o movimento LGBT, trazendo explicações sobre o tema e comentando acontecimentos relacionados a homofobia e transfobia.
Com o tempo, a abordagem desse conteúdo tornou-se mais difundida, deixando de ser uma novidade. Diante desse cenário, Lorelay passou a produzir vídeos com foco em cultura pop e entretenimento, mantendo sua identidade drag, mas explorando formatos mais humorísticos e voltados para o entretenimento.
A transição de conteúdo de Lorelay Fox teve início durante a pandemia, um período que representou um grande desafio. Ele expressou receio quanto à aceitação do público, temendo que a mudança pudesse resultar em rejeição. No entanto, a adaptação foi realizada de maneira gradual e bem-sucedida, especialmente com o aumento da presença online das pessoas durante aquele período. A transição permitiu que Lorelay encontrasse um novo formato de conteúdo que continuou a cativar seu público.

## Televisão

### Amor & Sexo
Amor & Sexo foi um programa de televisão produzido pela TV Globo e apresentado por Fernanda Lima. Seu tema principal era o sexo. O programa tratava de assuntos variados sobre o tema, acompanhado de uma plateia e banda. Em 2017, Lorelay Fox fez parte da bancada de jurados do programa por um mês, junto com Mariana Santos, José Loreto, Xico Sá, Dudu Bertholini, Otaviano Costa e Regina Navarro.

### Superbonita
Superbonita foi um programa de televisão produzido e exibido pelo GNT, canal a cabo, focado no universo da beleza e qualidade de vida. Em 2018, o programa passou por uma reformulação completa, adotando um novo formato com mais apresentadores. A nova versão transformou-se em um reality show de maquiagem artística, no qual os jurados exigiam excelência dos competidores. Lorelay Fox foi uma das juradas ao lado do maquiador das estrelas Renner Souza, e contou com a apresentação de Giovanna Ewbank e Karol Conká. O programa passou a explorar aspectos mais técnicos e criativos da maquiagem.

## Paradas LGBT+
Lorelay Fox é uma presença marcante nas edições da Parada LGBT de São Paulo desde o início de sua carreira no YouTube, comandando transmissões ao vivo e conquistando o público com seu carisma e engajamento. Entre suas participações mais notáveis, destacam-se:
- Em 2019, Lorelay Fox foi uma das principais apresentadoras da Parada LGBT+, comandando uma transmissão ao vivo de oito horas em seu canal no YouTube, que tinha mais de meio milhão de seguidores na época. A Parada daquele ano teve como tema a homenagem aos 50 anos da Revolta de Stonewall, um marco histórico na luta pelos direitos LGBT+ nos Estados Unidos e no mundo. [26]

- Em 2021, a Parada do Orgulho celebrou sua 25ª edição com o tema "HIV/AIDS: Ame+ Cuide+ Viva+", destacando a importância da conscientização sobre o HIV e o apoio às pessoas soropositivas. Devido à pandemia de COVID-19, o evento foi realizado de forma virtual, e transmitido ao vivo em 12 canais do YouTube, incluindo o canal de Lorelay Fox. Lorelay desempenhou um papel fundamental na apresentação da Parada, iniciando a transmissão ao vivo e conduzindo a programação ao lado de outros influenciadores.[27]

- Em 2022, Lorelay Fox foi uma das atrações da 21ª Feira Cultural da Diversidade, promovida pela Smirnoff. O evento teve como objetivo promover a geração de renda e a economia criativa dentro da comunidade, além de reforçar a cultura LGBT. Durante a feira, Lorelay participou da live de cobertura da 26ª Parada da cidade, interagiu com o público, apoiou a causa e incentivou mudanças estruturais para a inclusão e diversidade. Ela demonstrou preocupação com os desafios enfrentados pela população LGBT nos últimos anos, mencionando o período do governo do ex-presidente Jair Bolsonaro. Lorelay ressaltou a importância do engajamento político para garantir que os direitos da comunidade continuem sendo protegidos e ampliados.[28]

| “                                                       | Esses últimos quatro anos a gente viveu o que eu posso chamar de um grande pesadelo. Depois de todas as conquistas que a gente teve nos últimos anos, eu acho que a gente sentiu um grande medo de um retrocesso. | ” |
| — Lorelay Fox em evento na Parada do Orgulho, SP (2022) | |   |

Lorelay também foi uma das atrações da Parada LGBT de Sorocaba, sua cidade natal, em 2019. O evento foi organizado pela Associação da Parada LGBT de Sorocaba e pela Associação da Parada do Orgulho de Gays, Lésbicas, Bissexuais e Transgêneros de Sorocaba (APOGLBT).

## Outros projetos
Outros trabalhos de Lorelay Fox além do seu canal no YouTube:
- O podcast Para Tudo foi lançado em abril de 2020, mantendo o nome original do canal de Lorelay Fox no YouTube. Descrito como uma versão mais intimista do conteúdo produzido nas redes sociais, o podcast oferece um espaço descontraído para discutir temas diversos, com toques de humor e até leitura de poesia.[30] Em maio de 2021, o podcast passou a integrar o portfólio de áudio da Globoplay, expandindo seu alcance.[31] No entanto, em 2023, Para Tudo deixou a plataforma e se transformou em um vídeocast, sendo disponibilizado também no canal de Lorelay Fox no YouTube. No Para Tudo, Lorelay compartilha seus pontos de vista sobre atualidades, cultura pop e diversas reflexões pessoais, com comentários irreverentes e conselhos pouco convencionais para seus ouvintes.[32]
- Lorelive é a live semanal apresentada por Lorelay Fox, exibida toda quarta-feira, às 20h, na DiaTV desde de 2023. No programa, Lorelay aborda um tema diferente a cada edição, promovendo uma conversa interativa com o público. Durante a transmissão, a audiência pode enviar histórias, compartilhar opiniões e até fazer revelações relacionadas ao tema discutido. A nova temporada do programa traz um cenário atualizado, convidados especiais, dinâmicas inéditas e um toque nostálgico com referências aos anos 90, ampliando a experiência dos espectadores. [33] [34]
- Arquivo Oculto é uma série especial do canal de Lorelay Fox, criada para celebrar o Mês do Halloween em 2022.[35] Na websérie, Lorelay assume o papel de investigadora e explora arquivos de casos famosos, trazendo detalhes intrigantes sobre temas como ufologia, fantasmas, lendas urbanas, true crime e bruxaria. Produzida em parceria com a Dia Estúdio, a série já conta com três temporadas completas disponíveis no YouTube. [36] [37]
- A Jornada da Autenticidade foi um programa de desenvolvimento pessoal criado por Danilo em 2020, pensado para ajudar pessoas a se reconectarem com sua verdadeira essência. Disponível em diversas plataformas, o curso é estruturado em 24 aulas, divididas em 6 módulos, onde Danilo guia os alunos por uma jornada de autoconhecimento e autoamor. Ao longo do programa, os participantes são incentivados a refletir sobre sua vida, seus valores e suas escolhas, com o objetivo de encontrar o caminho para a autenticidade e viver de forma mais plena e verdadeira.[38] [39]
- Lorelay Fox foi coautora do livro Over the Rainbow: Um Livro de Contos de Fadxs, lançado em 2016 pela editora Planeta. A obra reúne adaptações contemporâneas de contos de fadas que exploram não apenas questões relacionadas à sexualidade e ao gênero, mas também temas atuais, como os direitos humanos e os desafios enfrentados por pessoas LGBTQIA+ . Além de Lorelay, a publicação conta com contribuições de Milly Lacombe, Renato Plotegher, Eduardo Bressanim e Maicon Santini.[40] [41]

## Participações marcantes
A participação de Lorelay Fox em eventos e projetos populares na internet foi fundamental para o crescimento de seu canal e sua relevância. Ele foi um dos pioneiros na recente ascensão da comunidade drag na mídia mainstream no Brasil, sendo parte importante desse momento histórico. Antes disso, muitos eventos e espaços não incluíam a comunidade LGBT, especialmente as drags, que por muito tempo foram marginalizadas. Com sua participação nesses espaços, Lorelay contribuiu para aumentar a visibilidade da comunidade e possibilitar maior acesso e reconhecimento para as drags no cenário público.

#### TEDx Brasil
Em um TEDx realizado em 2016, Lorelay compartilhou sua visão sobre as diferenças e a importância do apoio à diversidade, com um discurso focado na aceitação e no respeito. Ela abordou temas como comportamento e maquiagem, destacando como a sociedade lida com as pessoas consideradas "diferentes" e enfatizou que o apoio às diferenças é o caminho para um mundo mais leve e livre de julgamentos, afirmando que, "mais do que aceitar, é necessário apoiar a diversidade". O evento foi parte de uma série de conferências realizadas pela fundação Sapling e uma oportunidade para discutir o papel da aceitação no mundo contemporâneo, com a presença de formadores de opinião e jovens líderes. 

#### Marília Gabi Gabriela
Lorelay Fox foi entrevistada em 2016 pela jornalista e apresentadora Marília Gabriela, na estreia de seu canal no YouTube, "Marília Gabi Gabriela". Marília Gabriela, renomada comunicadora brasileira e conhecida por sua carreira de sucesso na televisão, levou para o YouTube a tradição de suas entrevistas com personalidades de diferentes áreas, conversando com Lorelay sobre carreira, o universo das drag queens e a influência da internet no cenário atual. 
| “                                                     | Eu não considero a Lorelay mais forte que o Danilo. Eu considero a Lorelay a prova da força do Danilo. | ” |
| — Lorelay Fox em entrevista a Marília Gabriela (2016) | |   |

#### Corrida da Blogueiras
Desde 2018, Lorelay Fox é jurada fixa do reality show Corrida das Blogueiras, participando de todas as temporadas e dividindo a bancada com uma variedade de convidados ao longo das edições. 
Entre os jurados que já participaram do programa estão personalidades influentes como Mari Maria, Karen Bachini, Gretchen, Niina Secrets, Foquinha, Gkay e Hugo Gloss. O reality web show brasileiro, dos gêneros competição e entretenimento, foi idealizado pelos youtubers e influenciadores Eduardo Camargo e Filipe Oliveira, criadores do canal Diva Depressão, e é produzido pela DiaTV. Inspirado no sucesso norte-americano RuPaul's Drag Race, o programa traz uma competição entre blogueiras aspirantes, abordando desafios que misturam criatividade, humor e produção de conteúdo.  

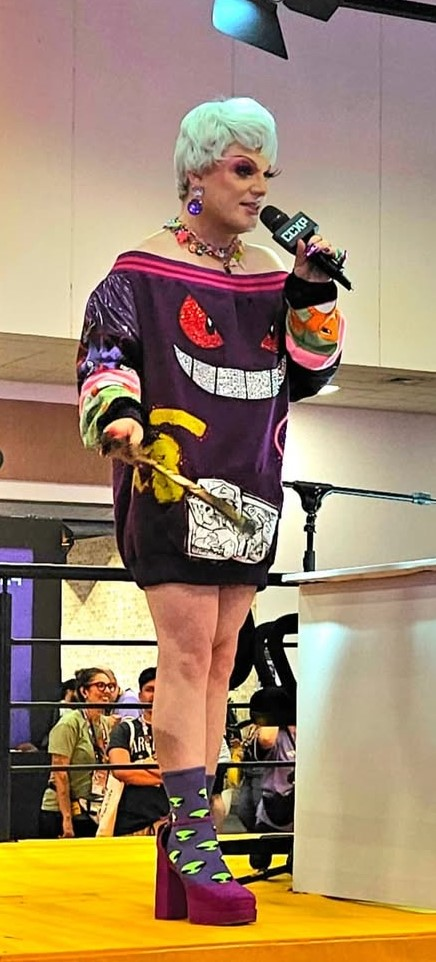
Lorelay Fox na Comic Con Experience - São Paulo (2024)

#### Drag: A arte da Resistência
Drag: A arte da Resistência é uma websérie documental da CARAS Brasil que apresenta a vida de cinco drag queens brasileiras. A série foi lançada em 2019 e conta com a participação de Pabllo Vittar, Glória Groove, Aretuza Lovi, Lorelay Fox e Lia Clark.
A websérie mostra o lado das drags que ainda não foi ouvido, e como elas têm inspirado jovens LGBTQI+ a redor do mundo. Também conta com a participação de outros jovens que se inspiraram nas artistas para seguirem seus sonhos e quebrarem barreiras.

#### CCXP
A CCXP (Comic Con Experience) é uma das maiores convenções de cultura pop da América Latina, reunindo fãs de produções cinematográficas,  quadrinhos, games e entretenimento geek. Lorelay Fox esteve presente em três edições da CCXP: 2019, 2022 e 2024. Em 2019, ela se destacou ao abordar questões de representatividade. Em 2022, sua participação consolidou sua importância na cultura pop da internet e seu compromisso com a visibilidade LGBTQIA+. Já em 2024, Lorelay cativou o público ao explorar temas como teorias da conspiração, casos de terror e extraterrestres, além de compartilhar suas dicas de filmes e séries.

#### De Frente com Blogueirinha
Em novembro de 2021 Danilo participou do programa "De Frente com Blogueirinha", onde compartilhou várias reflexões pessoais e bem humoradas sobre sua trajetória com a personagem Blogueirinha, interpretada pelo ator e humorista Bruno Matos. Danilo revelou que seu sobrenome, Dabague, tem origem turca, embora não tenha certeza sobre a história completa desse sobrenome. Ele também mencionou que sua família no Brasil é pequena,  com mais membros residindo no exterior. 

Danilo também abordou suas dificuldades na cena LGBT da internet no Brasil, mencionando o desafio de manter um relacionamento enquanto vive a vida drag. Apesar das adversidades, ele afirmou que não se arrepende de ter se tornado drag. No entanto, confessou que, às vezes, se sente sobrecarregado pelas exigências de ser um influenciador digital, especialmente pela expectativa do público de vê-lo constantemente "montado".
Durante a entrevista, Lorelay Fox também falou sobre a origem de seu apelido "vovozinha", questionando o estereótipo de que a vovó precisa ser necessariamente velha e expressando seu apreço por ser vista como uma drag senhora.
| “                                                  | Acho muito legal quando falam que a minha drag é uma senhora, porque é o que eu acho mais chique. Eu quero ser a Hebe Camargo do youtube brasileiro! | ” |
| — Lorelay Fox em De Frente com Blogueirinha (2021) | |   |

Ele comenta a mudança no foco de seu canal para temas como ufologia, sobrenatural e investigação criminal numa tentativa de compreender melhor sua audiência.
Danilo também compartilhou a experiência de montar a influenciadora Boca Rosa, revelando que essa colaboração foi um divisor de águas em sua carreira, pois foi com ela que conquistou muitos seguidores enquanto seu canal ainda era pequeno.

#### Blogueirinha, a Feia
A primeira novela da DiaTV, no YouTube, foi uma paródia das produções "Betty, a Feia" e "O Diabo Veste Prada", e rapidamente viralizou nas redes sociais. A trama, inspirada em grandes sucessos da TV e do cinema, foi construída a partir de jogos de improviso do elenco, criando uma atmosfera de humor e descontração.
O elenco contou com a participação de nomes como Blogueirinha, Lorelay Fox, Igor Cosso, Edu Camargo e Fih Oliveira, Maicon Santini, DragBox, Luan Iaconis, Nátaly Neri e Gabie Fernandes. Blogueirinha interpretou o papel principal, trazendo momentos tanto de alegria quanto de humilhação. Lorelay Fox, por sua vez, assumiu o papel de vilã, com cabelos brancos e uma postura de "girlboss". Igor Cosso interpretou João Padrão, filho da personagem de Lorelay. A novela foi amplamente comentada nas redes sociais, conquistando a atenção de um grande público no ano de 2024.

#### Documentário "Telas"
Também em 2024 participou do documentário "Telas", dirigido por Leandro Goddinho. O filme,lançado nos cinemas em 6 de junho de 2024,  explora como influenciadores digitais utilizam as plataformas para tratar de temas relevantes, como representação racial, questões LGBTQIA+, feminismo, política e os impactos da pandemia de COVID-19. Esse projeto é uma expansão do curta-metragem Positive Youtubers – A Machinima Documentary, que investigava o ativismo digital de pessoas vivendo com HIV no Brasil.  Produzido durante a pandemia, o documentário ressalta os desafios de gravações realizadas à distância, com apoio de equipes locais. Além de Lorelay Fox, o filme conta com a participação de outros influenciadores, como Maíra Medeiros, Aline Maccari, Gabriel Comicholi, Livia La Gatto, Marcos Oli, Thamirys Borsan, Valter Rege e Victor Di Marco.
“Telas” foi exibido em festivais, como a 47ª Mostra Internacional de Cinema de São Paulo e o 31º Festival Mix Brasil.
| “                                     | Hoje em dia não gosto de me considerar militante, a gente esvaziou esses termos. Jamais me consideraria um ativista. | ” |
| — Lorelay em trailer de Telas (2024), | |   |

## Filmografia

### Televisão e audiovisual
| Ano       | Título                      | Função / Personagem | Notas                            | Ref.   |
| --------- | --------------------------- | ------------------- | -------------------------------- | ------ |
| 2017      | Amor & Sexo                 | Jurado              | Rede Globo                       | [ 23 ] |
| 2018      | Superbonita                 | Jurado              | GNT                              | [ 24 ] |
| 2018-2025 | Corrida das Blogueiras      | Jurado              | Dia TV (YouTube: Diva Depressão) | [ 3 ]  |
| 2019      | Drag: A Arte da Resistência | Lorelay Fox         | CARAS Brasil                     | [ 53 ] |
| 2022-2025 | Arquivo Oculto              | Investigadora Fox   | Dia TV (YouTube: Lorelay Fox)    | [ 35 ] |
| 2024      | Blogueirinha, a Feia        | Miranda Fox         | Dia TV (YouTube:Blogueirinha)    | [ 56 ] |
| 2024      | Telas (Documentário)        | Lorelay Fox         | O2 Play                          | [ 57 ] |
| 2025      | Dia de Verão                | Co-apresentadora    | Dia TV (YouTube: Lorelay Fox)    | [ 59 ] |
| 2025      | Hora do VT                  | Co-apresentadora    | Dia TV (YouTube: Lorelay Fox)    | [ 60 ] |

## Prêmios e honrarias

### Prêmios
| Ano  | Prêmio                                            | Organização                                                                | Categoria | Resultado | Ref.   |
| ---- | ------------------------------------------------- | -------------------------------------------------------------------------- | --- | --------- | ------ |
| 2018 | 18º Prêmio de Cidadania em Respeito à Diversidade | Associação da Parada do Orgulho GLBT em São Paulo - APOGLBT (Voto Popular) | Internet (Personalidades que contribuíram para o avanço dos direitos LGBT)                                    | Venceu    | [ 61 ] |
| 2021 | iBest TOP3                                        | iBest (Voto Popular e da Academia)                                         | Os 3 mais relevantes no Universo Digital do Brasil no seguimento LGBTQIA+                                     | Venceu    | [ 62 ] |
| 2022 | Prêmio Influenciadores Digitais (7ª edição)       | Centro de Estudos da Comunicação CECOM - (Voto Popular e Técnico)          | Comportamento e Estilo (Escolha dos 3 mais relevantes influenciadores da internet brasileiros nesse segmento) | Venceu    | [ 63 ] |
| 2022 | iBest TOP3                                        | iBest (Voto Popular e da Academia)                                         | Os 3 mais relevantes no Universo Digital do Brasil no seguimento LGBTQIA+                                     | Venceu    | [ 64 ] |

#### iBest
- Em 2023 e 2024 também ficou no TOP 10 influenciadores LGBTQIA+ mais relevantes do Brasil do prêmio iBest. Em  4º lugar no voto popular em 2023 e em 8º lugar no voto popular em 2024.[65][66]

#### Capa da Revista QUEM
- Em junho de 2023, Lorelay Fox foi uma das capas especiais da edição da revista QUEM, que celebrou o Dia Internacional do Orgulho LGBTQIAPN+. Ao lado de Silvetty Montilla e Márcia Pantera, Lorelay destacou-se como um ícone da cena drag.[67][68]

YOUPIX
- Em 2016 foi considerado uma das 30 pessoas mais influentes do mundo digital pela empresa de consultoria de negócios e marketing de criadores YOUPIX. [69]

## Vida pessoal

#### Família
Danilo tem um irmão mais velho com quem tem uma boa relação e, como pessoa LGBT, sempre se sentiu acolhido por sua família.
Danilo compartilhou o momento significativo em que se assumiu gay para sua mãe, Eliana, aos 16 anos, destacando a facilidade com que ela o aceitou. Contudo, ele revelou que a parte mais difícil foi se abrir sobre sua identidade como drag queen. Ao se inscrever em um concurso de drags em Sorocaba, ele teve que contar à mãe que estava bordando um look e, ao mesmo tempo, explicar a diferença entre drag e trans. Surpreendentemente, sua mãe o acolheu com uma frase marcante: "Sempre soube que tudo que eu toco vira arte." Esse momento de aceitação se tornou um dos mais significativos para ele.
Apesar de terem uma boa relação, Danilo nunca se assumiu formalmente para seu pai. Ele destaca que, no início de sua carreira, o maior desafio era evitar ser flagrado montado de drag por seu pai, que nunca aceitou sua arte e até hoje o pai se recusa a reconhecer sua identidade artística.

#### Outros relacionamentos
- Em 2020, Rafael Vieira, um professor de canto e preparador vocal, foi o primeiro participante assumidamente gay do reality show 'De Férias com o Ex Brasil'. Rafael foi destacado na mídia como "amigo de Lorelay Fox". [71]

- Em 2023 em entrevista, Danilo afirmou que estava em um relacionamento com o hair colorist Marcos Amaral, com quem namorava há dois anos.[67]